# 10301 Катаока
10301 Катаока (10301 Kataoka) — астероїд головного поясу, відкритий 30 березня 1989 року.
Тіссеранів параметр щодо Юпітера — 3,621.